# Bern von Baer

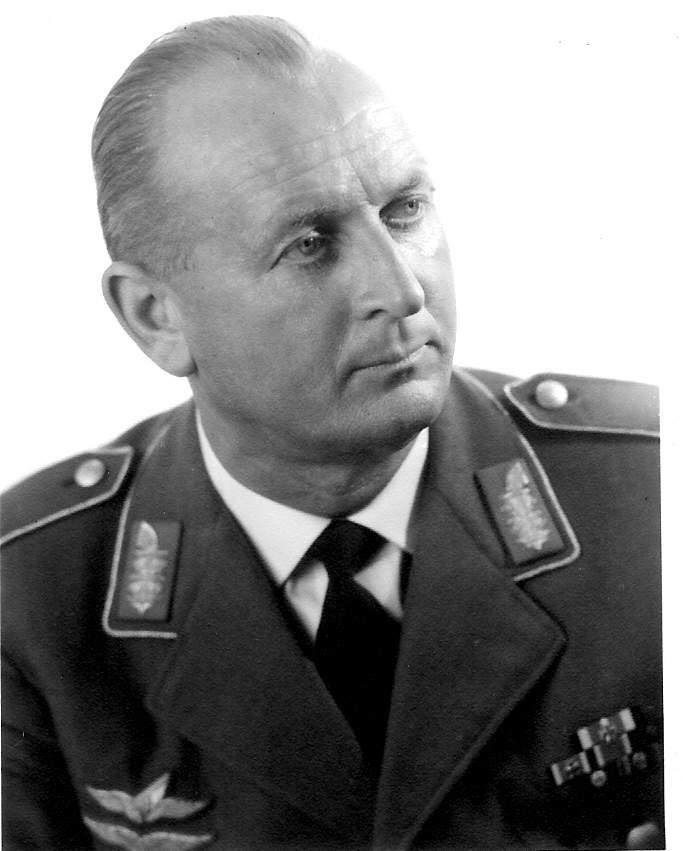
Bern von Baer als Brigadegeneral, etwa 1960

Bern Oskar von Baer (* 20. März 1911 in Berlin; † 25. November 1981 in Rösrath bei Köln) war ein deutscher Offizier in der Reichswehr, Wehrmacht und der Bundeswehr. Im Zweiten Weltkrieg war er zuletzt Oberst und Chef des Stabes des Fallschirm-Panzerkorps Hermann Göring. Nach dem Krieg arbeitete er im Amt Blank und trat in die neu gegründete Bundeswehr ein, wo er den Rang eines Generalmajors des Heeres erreichte.

## Kindheit
Bern von Baer, welcher der Nassauer Familie von Baer entstammte, wurde als jüngster Sohn des Walter von Baer (1860–1938) in Berlin-Wilmersdorf geboren. Seine Mutter war Bertha von Baer, geb. von Blume (1874–1957), eine Tochter des preußischen Generals der Infanterie und Mitglieds des Preußischen Staatsrats Wilhelm von Blume. Baers Vater war leitender Angestellter bei der Deutschen Bank in Berlin, der älteste Bruder, Joachim von Baer (1906–1960) wurde später Beamter und ständiges Mitglied beim Bundesaufsichtsamt für das Versicherungs- und Bausparwesen. Sein Bruder Horst von Baer (1907–1970) war Rechtsanwalt, Notar und Autor des Kleinen Rechtslexikons.
In seiner Jugend war Baer aktives Mitglied bei der Bündischen Jugend und den Wandervögeln – Jugendbewegungen, die 1933 vom nationalsozialistischen Regime aufgelöst wurden. Den Besuch des humanistischen Friedrichswerderschen Gymnasiums in Berlin schloss Baer im Frühjahr 1930 mit dem Abitur ab.

## Reichswehr und Wehrmacht
Nach dem Schulabschluss trat Baer am 1. April 1930 als Offizieranwärter bei der 15. Kompanie des in Deutsch-Eylau stationierten 3. (Preußisches) Infanterie-Regiment in die Reichswehr ein. Nach Abschluss der Grundausbildung folgten eine Reihe regimentsinterner Kommandierungen: am 31. Juli 1930 zur 7. Kompanie, am 16. Februar 1931 zur 8. Kompanie (MG), am 16. März 1931 zum Nachrichtenzug II, und am 16. April 1931 zur 13. Kompanie. Vom 2. Oktober 1931 bis zum 26. April 1933 war er an die Infanterieschule in Döberitz beordert. Im Anschluss wurde er Zugführer in seinem Stammregiment.

### Offizier
Am 1. Januar 1934 wurde Baer zum Leutnant befördert, am 1. Oktober 1934 wurde er Zugführer der 10. Kompanie. Am 1. März 1935 wurde er zur 14. Kompanie versetzt, die er am 15. Oktober 1935, zwei Wochen nach seiner Beförderung zum Oberleutnant, als Kompanieführer übernahm. Am 10. November 1938 wurde Baer dem Infanterie-Regiment 43 der 1. Infanterie-Division zugeteilt, wo er dem Regimentskommandeur als Adjutant diente. Kurz vor Kriegsbeginn, am 1. August 1939 wurde er zum Hauptmann befördert.

### Zweiter Weltkrieg

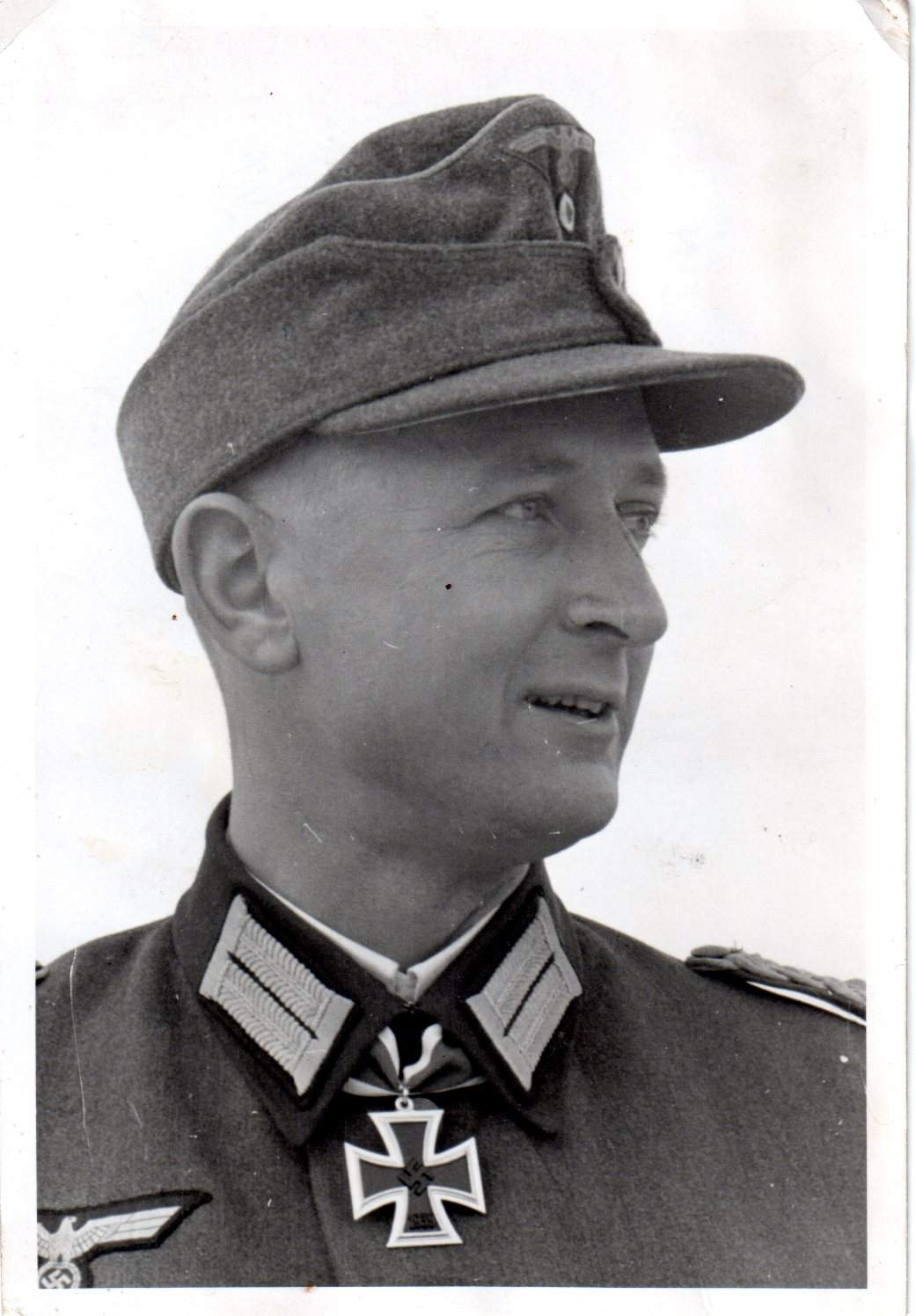
Bern von Baer als Oberstleutnant im Januar 1944.

Mit Kriegsausbruch nahm Baer zunächst am Polen- und folgend am Frankreichfeldzug teil. Im Laufe der Einsätze erhielt er das Eiserne Kreuz II. und I. Klasse. Am 14. Oktober 1940 wurde er zu einem dreimonatigen Generalstabslehrgang nach Berlin kommandiert. Im Anschluss folgte eine Versetzung zum 6. Januar 1941 in die Operations-Abteilung beim Stab des Oberkommandos des Heeres (OKH) unter dem Generalstabschef Generaloberst Franz Halder nach Berlin, wo er der jüngste Generalstabsoffizier war. Er übernahm hier Referenten-Aufgaben.

#### Stalingrad
Am 1. April 1942 erfolgte die Beförderung Baers' zum Major und am 26. Juni 1942 die Versetzung als Zweiter Generalstabsoffizier (Ib) (Versorgungsoffizier) zum Stab der 16. Panzer-Division. Zu diesem Zeitpunkt war die Division Bestandteil des III. Armeekorps in Charkow und der 6. Armee unterstellt, die am 28. Juni 1942 den Fall Blau begann. Etwa acht Wochen später erfolgte die Verlegung der Division nach Stalingrad, wo sie Anfang 1943 vernichtet wurde.
Auf persönlichen Befehl von Generaloberst Friedrich Paulus wurde Baer als junger Familienvater am 23. Januar 1943 mit einer der drei letzten Junkers Ju 52 ausgeflogen und entging somit knapp dem Schicksal des Zusammenbruchs der 6. Armee, das zu den Kapitulationen vom 31. Januar 1943 („Südkessel“) und 2. Februar 1943 („Nordkessel“) führte.

#### Salerno
Nachdem Baer für wenige Tage den Posten des Ic der Heeresgruppe Don vertretungsweise innegehabt hatte, erfolgte am 1. Februar 1943 die Versetzung in die Führerreserve. Am 15. März erfolgte die Zuteilung Baers als Ia zur neu aufzustellenden 16. Panzer-Division.

Im italienischen Golf von Salerno musste die Division zusammen mit dem unterstellten Fallschirmjägerregiment 3 gegen das gelandete britische X Corps kämpfen. Baer, der am 2. August 1943 zum Oberstleutnant befördert worden war, führte den Gegenstoß auf Battipaglia.
 Neun Tage dauerte der Kampf, bis der Oberbefehlshaber Süd, Generalfeldmarschall Albert Kesselring die Schlacht abbrechen ließ.

#### Tscherkassy
Die 16. Panzer-Division wurde daraufhin im Dezember 1943 in den Mittelabschnitt der Ostfront in den Raum bei Bobruisk verlegt und der Heeresgruppe Mitte unter Generalfeldmarschall Ernst Busch unterstellt.

Am 20. Dezember 1943 erfolgte der Vorstoß der Division nach Ossopna, südlich Bobruisk. Baer wurde Führer einer Kampfgruppe, bestehend aus dem II. Bataillon des Panzergrenadier-Regiments 64 und der 2. Kompanie des Panzerpionier-Bataillons 16. Bei einem Aufklärungseinsatz über Prudok auf Tschirkowitschi konnte die Gruppe – trotz heftiger Gegenwehr des Feindes aus ausgebauten Stellungen – die Ortschaft Moltscha nehmen. Für diesen Einsatz wurde Baer das Ritterkreuz verliehen.

#### Fallschirm-Panzerkorps „Hermann Göring“
Am 10. Mai 1944 wurde Baer erneut zur Führer-Reserve versetzt, am 1. Juni 1944 kam er als Ia in den Stab der Fallschirm-Panzerdivision 1. „Hermann Göring“, einer Einheit der Luftwaffe, die zu der Zeit in den Rückzugskämpfen in Italien eingesetzt war, bis sie am 15. Juli 1944 aus der Front gezogen wurde und auf die Verlegung an die Ostfront vorbereitet wurde. Ende Juli erfolgte dann die Verlegung in den Raum Warschau, wo die Division sofort in den Kampf geworfen wurde.
Am 10. Oktober 1944 wurde Baer als Chef des Stabes zum gerade gegründeten, übergeordneten Fallschirm-Panzerkorps „Hermann Göring“ beordert.
Als Stabschef war er maßgeblich an den nun folgenden Abwehrkämpfen des Korps in Ostpreußen beteiligt, das zweimal im Wehrmachtbericht erwähnt wurde. Mehrfach konnte er bedeutende Erfolge des Korps in Panzerschlachten melden. Im Zusammenhang mit den Einsatzergebnissen des Korps wurde Baer im Februar 1945 mit dem Eichenlaub zum Ritterkreuz ausgezeichnet.
Noch kurz vor Kriegsende wurde er am 20. April 1945 zum Oberst (i. G.) befördert.

## Kriegsende und Nachkriegszeit
Der Stab des Fallschirm-Panzerkorps, damals geführt von Generalleutnant Wilhelm Schmalz, löste sich aus eigenem Entschluss am Tage der Kapitulation auf. Offiziere und Soldaten wurden aufgefordert, sich nach Westen durchzuschlagen, um sich den an der Elbe stehenden amerikanischen Truppen zu ergeben. Der Plan konnte nicht mehr umgesetzt werden, da das Korps von sowjetischen Einheiten umzingelt und im Laufe des 8. bis 10. Mai 1945 in Kriegsgefangenschaft genommen wurde.
Von 1946 bis 1948 machte er eine Kaufmännische Lehre bei der Langenberger Textilfirma Gebr. Colsmann. In den folgenden Jahren war er als Handelsvertreter für die Seidenstoffe dieser Firma tätig und lebte in Krefeld.

## Bundeswehr
Am 1. September 1952 wurde Baer beim Amt Blank, der Vorgängerinstitution des Verteidigungsministeriums angestellt und dort als Referatsleiter (Gruppe W) im Bereich G-3 des Amtes in Bonn eingesetzt. Zum 8. März 1954 erfolgte die Ernennung zum Gruppenleiter II und am 13. Juni 1955 wechselte er als Gruppenleiter zu G-2.

### Reaktivierung
Kurz nach Gründung der Bundeswehr am 5. Mai 1955, wurde Baer in seinem alten Dienstgrad als Oberst – am 1. November 1955 – übernommen. Am 14. November 1955 wurde er zum Unterabteilungsleiter IV D beim Verteidigungsministerium ernannt, und vom 30. Dezember 1955 bis zum 31. März 1956 leitete er einen Sonderausschuss. Im Anschluss wurde er Stellvertretender Abteilungsleiter V des Heeres im Ministerium.
Am 16. November 1956 übernahm er bis zum September 1957 die Wahrnehmung der Geschäfte als Kommandeur der 1. Luftlandedivision in Eßlingen am Neckar. Nach deren Übergabe an Generalmajor Hans Kroh war Baer noch bis zum 28. Februar 1960 Stellvertretender Kommandeur der Division.

### Iller-Unglück
Beim Iller-Unglück, am 3. Juni 1957, kamen im Rahmen der Gefechtsausbildung der 2. Kompanie des Luftlandejägerbataillons 19 aus der Prinz-Franz-Kaserne in Kempten 15 Rekruten des IV. Zugs dieser Kompanie beim Durchwaten der Iller ums Leben. Das Bataillon gehörte zur mit Befehl vom 23. November 1956 gegründeten 1. Luftlandedivision, deren Stab in Eßlingen am Neckar stationiert war. Die Division war 1957 noch im Aufbau, der erst in den 70er Jahren abgeschlossen sein sollte.
Zum Zeitpunkt des Unglücks war Baer mit der Wahrnehmung der Kommandeurspflichten der Division beauftragt. Bereits davor hatte er auf erkannte Defizite bei den ausbildenden Unteroffizieren aufgrund einer mangelnden Anzahl von beaufsichtigenden Offizieren hingewiesen. Nach Bekanntwerden des Unglücks ließ er sich mit einem Hubschrauber an den Unglücksort fliegen. Während seines Aufenthalts in Kempten durchwatete er die Iller in einer Badehose, um die Strömungsstärke zu überprüfen. Fotos dieser umstrittenen Maßnahme wurden in mehreren deutschen Zeitschriften mit kritischer Stellungnahme veröffentlicht.
Die folgende Untersuchung des Falles, deren Ergebnisse der damalige Verteidigungsminister Franz Josef Strauß am 26. Juni 1957 vor dem Bundestag bekanntgab, ergab, dass das Durchschreiten der Iller auf Bataillonsebene verboten worden war, die Weitergabe dieses Verbots an den verantwortlichen (und schlecht ausgebildeten) Zugführer jedoch lückenhaft geblieben war. Eine Verantwortung der Kommandeure wurde nicht festgestellt, der Zugführer und sein Kompaniechef wurden dagegen zu Bewährungsstrafen verurteilt.

### General
Am 1. März 1960 wurde Baer zum Inspizienten der Heeresflieger und Stellvertretendem General der Führungstruppen im damaligen Truppenamt in Köln ernannt. Die Beförderung zum Brigadegeneral erfolgte am 26. September 1961. Seit dem 1. März 1962 war er General der Führungstruppen zeitgleich mit seiner Funktion als Inspizient der Heeresflieger und der Luftlandetruppen im Truppenamt Köln. Am 7. September 1963 wurde er zum Generalmajor befördert. Seine letzte Verwendung wurde am 1. Oktober 1964 dann die des Stellvertreters des Kommandierenden Generals des III. Korps in Koblenz, dem späteren Heeresführungskommando (HFüKdo).

Nach einem Herzinfarkt wurde er mit 57 Jahren am 31. März 1968 vorzeitig in den Ruhestand versetzt.

Gelegentlich war auch noch nach der Pensionierung sein militärischer Sachverstand gefordert; so wurde er von amerikanischen und britischen Militär-Historikern und ehemaligen Armeeangehörigen gebeten, den deutschen Kriegs- und Schlachtverlauf in Italien und die entsprechende Operationsplanung darzustellen.
 In Anerkennung seiner Leistungen in der Bundeswehr erhielt Baer 1968 das Große Verdienstkreuz der Bundesrepublik Deutschland. Für seine Hilfeleistung bei der Hamburger Flutkatastrophe hatte er 1962 die Dankmedaille der Freien und Hansestadt Hamburg erhalten.

## Familie
Am 26. Mai 1939 hatte Bern von Baer in Markehnen/Samland in Ostpreußen Ehrengard, geb. von Nathusius (1918–1981), Tochter des Oberstleutnants a. D. und Pfarrers Heinrich Adolf Wilhelm von Nathusius (1890–1958) und der Ehrentraut, geb. von Klitzing (1884–1966) geheiratet. Das Ehepaar hatte vier Kinder: Uta von Baer (1940–2007), den späteren Oberstleutnant a. D. Volker von Baer (1941–2003), Sigrun Conze (* 1943) – verheiratet mit Oberst a. D. Walter Conze (* 1940) sowie Astrid Freifrau von Mirbach (* 1945) – verheiratet mit Brigadegeneral a. D. Christian Freiherr von Mirbach (* 1944).
Ein Halbbruder von Ehrengard von Baer ist der ehemalige Stabschef des Heeresamtes und Generalmajor a. D. Mark Heinrich von Nathusius, ein Schwager war Walter Hasche (1909–2002), einer der Mitbegründer der Rechtsanwaltskanzlei CMS Hasche Sigle.